# Gustave Michaut
Gustave Michaut (* 20. Februar 1870 in Perrigny, Département Yonne; † 1. September 1946 in Sceaux) war ein französischer Romanist, Grammatiker  und Literaturwissenschaftler.

## Leben und Werk
Michaut bestand 1893 die Agrégation und lehrte bis 1904 an der Schweizer Universität Freiburg im Üechtland. Er habilitierte sich an der Sorbonne mit den beiden Thèses  Sainte-Beuve avant les « lundis ». Essai sur la formation de son esprit et de sa méthode critique (Fribourg/Paris 1903, 1968)  und Quibus rationibus Sainte-Beuve opus suum de XVIe seculo iterum alque iterum retractaverit (Paris 1903).  1905 lehrte er an der Universität Lille, dann an der Sorbonne. Von 1926 bis 1929 war er Dekan der Philosophischen Fakultät Kairo. Dort kam ihm die Idee zu einer für Französisch als Fremdsprache geeigneten Grammatik, die 1934 erschien.
Michaut machte sich vor allem als Molière-Forscher einen Namen. Weitere Autoren, denen er sich zuwandte, waren u. a. La Fontaine, Blaise Pascal, La Bruyère, Senancour, Sainte-Beuve, Alfred de Musset und Anatole France. Michaut war Ritter der Ehrenlegion.

## Weitere Werke

### Autor
- Le génie latin. La race, le milieu, le moment, les genres, Paris 1900
- Chateaubriand et Sainte-Beuve, Fribourg 1900
- Les époques de la pensée de Pascal, Paris  1902
- Études sur Sainte-Beuve, Paris 1905
- Le Livre d'amour de Sainte-Beuve (documents inédits), Paris 1905
- La Bérénice de Racine, Paris 1907
- Senancour, ses amis et ses ennemis. Etudes et documents, Paris 1909
- Pages de critique et d'histoire littéraire. XIXe siècle, Paris 1910, 1920
- Histoire de la Comédie romaine, 2 Bde., Paris 1912–1920
- Anatole France. Etude psychologique, Paris 1913, 5. Auflage 1922
- La Fontaine, 2 Bde.,Paris 1913–1914, 1929
- Sainte-Beuve, Paris 1921, 1955
- La jeunesse de Molière, Paris 1922, Genf 1968
- Les débuts de Molière à Paris, Paris 1923, Genf 1968
- Les luttes de Molière, Paris 1925, Genf 1968
- L'évolution littéraire du Moyen Age français. Cours professé à l' Université Egyptienne,  Paris 1931
- Molière raconté par ceux qui l'ont vu, Paris 1932
- (mit Paul Schricke) Grammaire française. Cours complet, Paris 1934
- La Bruyère, Paris 1936, Genf 1970, 2011
- Pascal, Molière, Musset. Essais de critique et de psychologie, Paris 1942

### Herausgeber-, Übersetzer-, Bearbeitertätigkeit
- Les pensées de Pascal disposées suivant l'ordre du cahier autographe, Fribourg 1896
- Pascal, Abrégé de la vie de Jésus-Christ, Fribourg 1897
- (Übersetzer) Marc-Aurèle, Pensées, Paris 1901
- (Übersetzer) Aucassin et Nicolette. Chante-fable du XIIe siècle, Paris 1901, 1930, 1947 (Vorwort von Joseph Bédier)
- La comtesse de Bonneval [née] Judith-Charlotte de Biron, Lettres du 18e siècle, Paris 1903
- Madeleine de Scudéry, De la Poësie françoise jusques à Henry quatrième, Paris 1907
- Musset, Les caprices de Marianne, Paris 1908
- Senancour, Obermann, Paris 1912–1913
- Saint-Pavin, Poésies choisies, Paris 1912
- (Übersetzer) Le Roi Flore et la Belle Jeanne. Amis et Amiles. Contes du XIIIe siècle, Paris 1923
- Montaigne. De l'Institution des enfants. Édition critique, Paris 1924
- (Übersetzer) L'histoire de Pierre de Provence et de la belle Maguelonne, Paris 1926 (Vorwort von Mario Roques)
- La Fontaine, Fables, Paris 1927
- Guillaume Du Vair, De la sainte philosophie. Philosophie morale des stoïques, Paris 1945
- Molière, Œuvres complètes, 11 Bde., Paris 1947–1949, 1954